# Fútbol Club Juárez
O Fútbol Club Juárez, também conhecido como Juárez, é um clube de futebol com sede em Ciudad Juárez, Chihuahua, México. A equipe compete na Liga MX.

## História
O Futbol Club Juárez foi fundado em 2015 por um grupo binacional de seis famílias, duas da cidade fronteiriça de El Paso, no Texas e quatro de Ciudad Juárez, no México, tornando-se um dos poucos clubes com investidores estrangeiros no futebol mexicano e marcando o retorno do esporte profissional da Ciudad Juárez pela primeira vez desde 2012, depois que a franquia anterior, Club de Fútbol Indios, foi rebaixada da Liga MX, sofreu com má gestão e acabou sendo extinta.
Em 7 de junho de 2015, foi anunciado oficialmente pelos funcionários da Liga de Ascenso que o FC Juárez competiria na Liga de Ascenso, começando na temporada Apertura 2015.
No dia 5 de dezembro de 2015, após um início de temporada muito bem-sucedido, a equipe encerrou a campanha de 2015 em segundo lugar, e o FC Juárez conquistou seu primeiro título da Liga de Ascenso ao vencer o Atlante por 3 a 1 no agregado, ganhando assim o direito de jogar a final promocional na Liga de Ascenso. O time não se classificou para os playoffs da Clausura 2016 e perdeu a final promocional contra o Necaxa.
Na temporada seguinte, Juárez não conseguiu se classificar para os playoffs. Na temporada Clausura 2017, Juárez perdeu a final contra o Lobos BUAP com um placar agregado de 4 a 2.
Para a temporada 2017-18 do Ascenso MX, a liga anunciou que Juárez era uma das seis equipes da Liga de Ascenso elegíveis para promoção à Liga MX na temporada seguinte. Na temporada Apertura 2017, Juárez perdeu sua segunda final consecutiva, contra o Alebrijes de Oaxaca, nos pênaltis.
Em 11 de junho de 2019, Juárez substituiu Lobos BUAP na Liga MX depois que o grupo binacional fundador comprou a franquia que estava em dificuldades, devolvendo o futebol de alto nível a Ciudad Juárez.
Eles desenvolveram uma rivalidade amistosa e transfronteiriça com a El Paso Locomotive do USL Championship desde que o time começou a jogar em 2019.